# Kabaret Hrabi

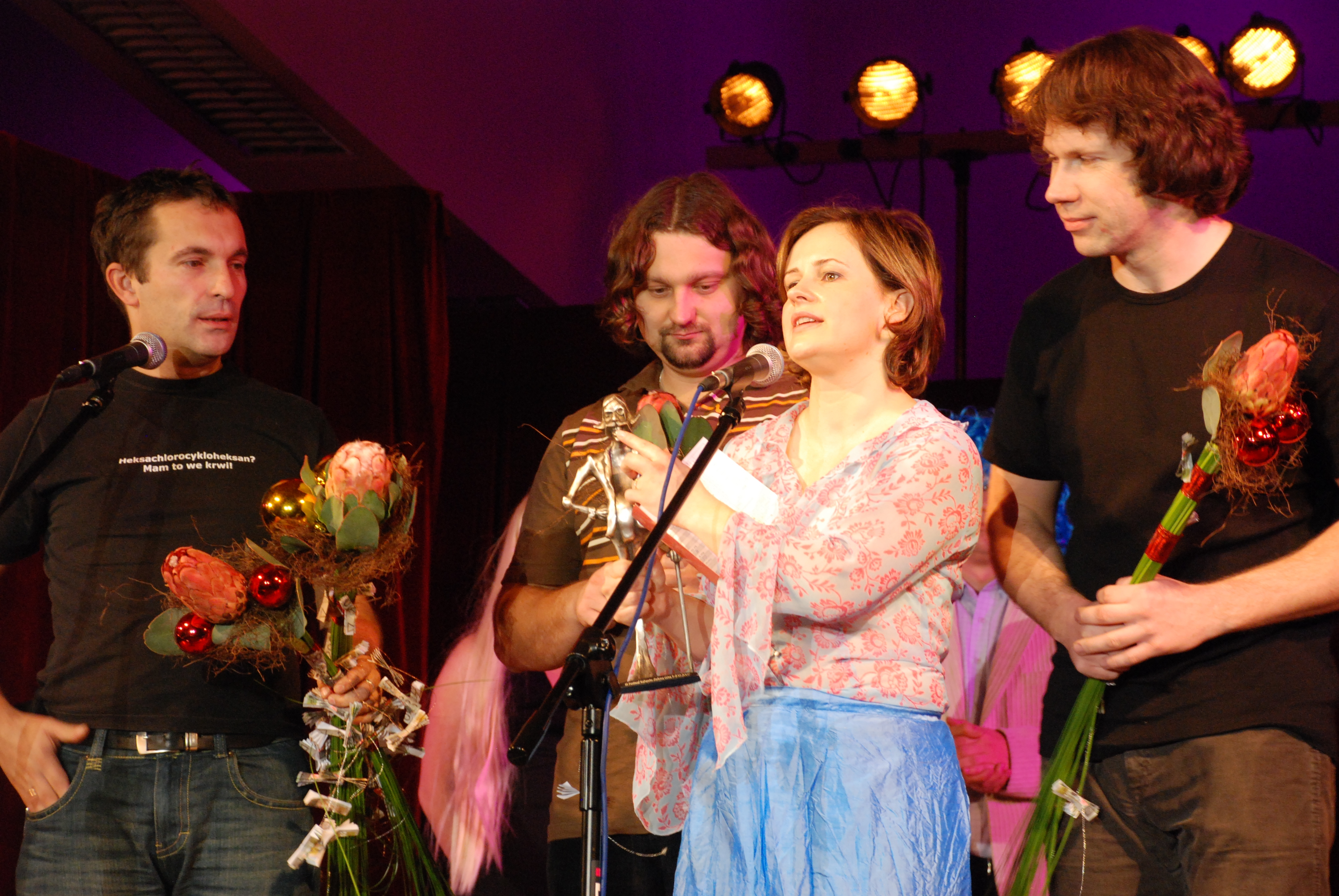
Kabaret Hrabi (2007)

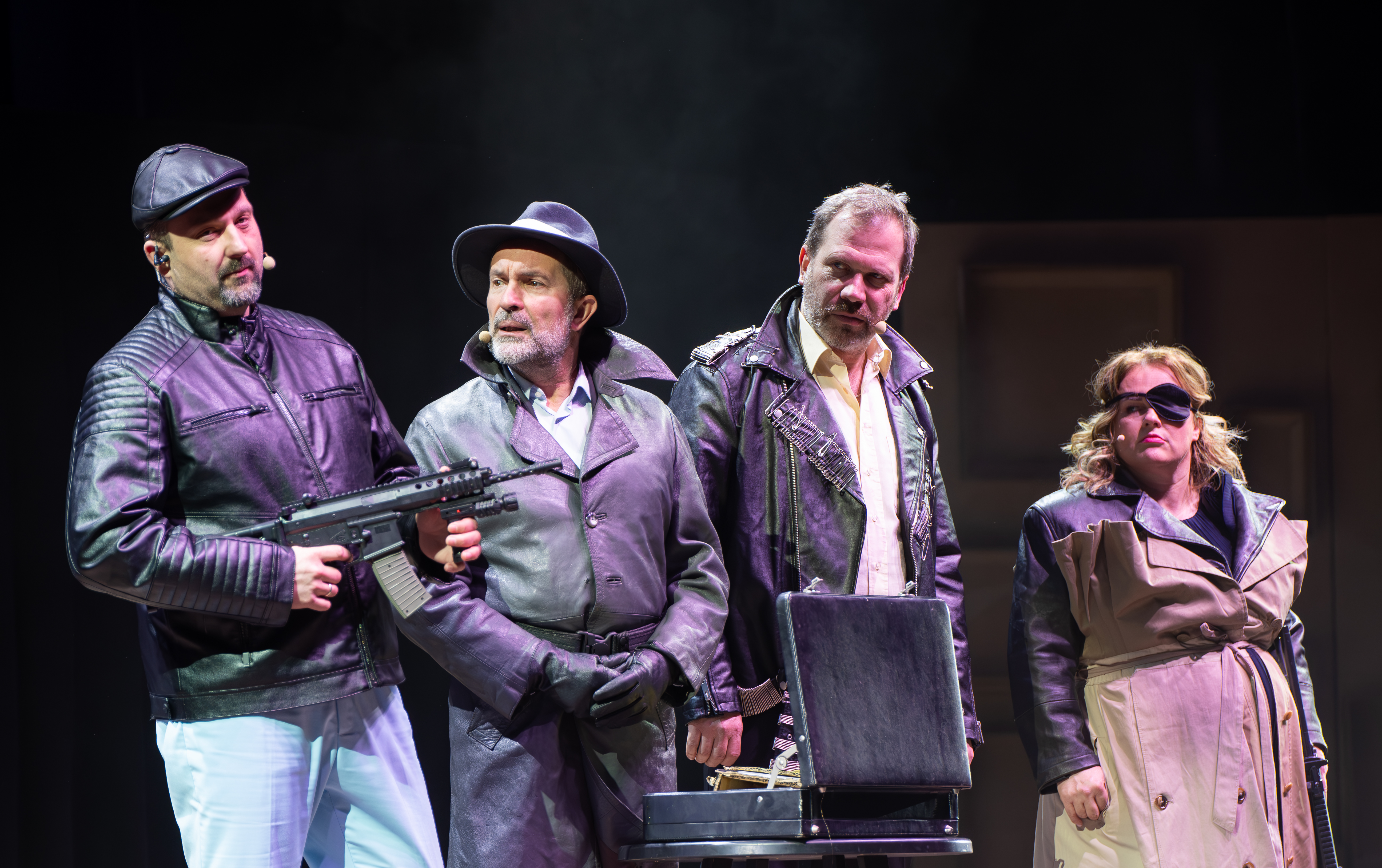
Kabaret Hrabi podczas występu (2024)

Hrabi – polski kabaret powstały pod koniec 2002 z inicjatywy Dariusza Kamysa i Joanny Kołaczkowskiej, artystów kabaretu Potem. Skład uzupełnili Łukasz Pietsch i Krzysztof Szubzda, którego miejsce w 2003 zajął Tomasz Majer.
Zadebiutowali w 2002 programem Demo zaprezentowanym w klubie „U Ojca” w Zielonej Górze.
W związku z chorobą nowotworową Joanny Kołaczkowskiej działalność grupy została zawieszona w maju 2025 do sierpnia 2025. 17 lipca 2025 członkowie zespołu poinformowali o śmierci Kołaczkowskiej.

## Programy kabaretowe
- 2003 – Demo
- 2004 – Terapia
- 2005 – Hrabi Dracula
- 2006 – Pojutrze
- 2007 – Kobieta i Mężczyzna
- 2009 – Syf i malaria
- 2009 – Pienia i jęki
- 2010 – Savoir vivre
- 2011 – Co jest śmieszne
- 2012 – Gdy powiesz: TAK
- 2013 – Tak, że o
- 2013 – Bez wąsów
- 2014 – Lubię to!
- 2015 – Aktorem w płot
- 2016 – Cyrkuśniki
- 2018 – Wady i waszki
- 2020 – Ariaci
- 2020 – Z Pawlacza (program internetowy)
- 2023 – Pociechy
- 2025 – Crime story[4]

## Nagrody
- 2008: I miejsce i Tytuł DebeŚciaKa – VII Dąbrowska Ściema Kabaretowa, edycja specjalna: „Siedmiu wspaniałych”, Dąbrowa Górnicza

## Wydawnictwa płytowe
- DVD Kobieta i Mężczyzna – premiera: 10 grudnia 2010
- DVD Pojutrze – premiera: 12 grudnia 2008 (wydanie dwupłytowe)
- DVD Hrabi Dracula – premiera: 7 maja 2008 (wydanie dwupłytowe)
- DVD Terapia – premiera: styczeń 2007
- CD Pienia i Jęki – premiera: 1 sierpnia 2010

## Publikacje
- Jakub Jabłonka, Hrabi. Duszkiem tak!, Wydawnictwo Znak, 2019